# Svartvingad gylling
Svartvingad gylling (Oriolus nigripennis) är en fågel i familjen gyllingar inom ordningen tättingar.

## Utseende och läte
Svartvingad gylling är en stor gylling med guldgul kropp, svart huvud och strupe, röd näbb och röda ögonen. Vingarna är unikt för denna art helsvart på handpennorna, med svarta kanter på några av armpennorbna. Stjärten är svart med gula fjäderspetsar. Arten förväxlas lätt med djungelgyllingen, men denna saknar de helsvarta handpennorna och har mindre svart på stjärten. Sången består av varierade serier med visslingar och fylliga "tlee-o-yup!"

## Utbredning och systematik
Fågeln förekommer från Sierra Leone och Liberia österut till norra och centrala Demokratiska republiken Kongo, södra Sydsudan och västra Uganda samt söderut till norra Angola. Den förekommer även på ön Bioko i Guineabukten.

## Status
Arten har ett stort utbredningsområde och beståndet anses vara stabilt. Internationella naturvårdsunionen IUCN listar den därför som livskraftig (LC).